# Kubok Rossii 2021-2022
La Coppa di Russia 2021-2022 (in russo Кубок России?, Kubok Rossii), conosciuta anche come Betcity Russian Cup per motivi di sponsorizzazione, è stata la 30ª edizione della coppa nazionale del calcio russo, iniziata il 14 luglio 2021 e terminata il 29 maggio 2022. Il Lokomotiv Mosca era la squadra campione in carica. Lo Spartak Mosca ha conquistato il trofeo per la quarta volta nella sua storia.

## Formula
Al torneo partecipano 99 squadre provenienti dai primi quattro livelli del campionato russo di calcio:
- 16 squadre appartenenti alla Prem'er-Liga;
- 18 squadre appartenenti alla PFN Ligi;
- 62 squadre appartenenti alla PPF Ligi;
- 3 squadre appartenenti alla Terza Divisione.

Non partecipano al torneo le squadre riserve.

La formula dell'edizione precedente è stata confermata: i partecipanti alle coppe europee entrano a partire dagli ottavi di finale (il resto delle squadre della Prem'er-Liga inizia il torneo dalla fase a gironi). La fase a gironi è composta da 11 gruppi di 3 squadre ciascuno: una proveniente dalla Prem'er-Liga, una dalla PFN Ligi e una dalla PPF Ligi). La fase di qualificazione si divide in un tabellone per i club di PFN Ligi e uno per i club di PPF Ligi.

## Primo turno
In questa fase entrano le squadre partecipanti alla PPF Ligi. Il sorteggio per il primo e per il secondo turno è stato effettuato l'8 luglio 2021.

### Zona Ovest e Centro
| Squadra 1              | Risultato         | Squadra 2              |
| ---------------------- | ----------------- | ---------------------- |
| 14 luglio 2021         |                   |                        |
| Dinamo San Pietroburgo | 2 – 2 (11-10 dtr) | Čita                   |
| Yadro                  | 0 – 2             | Zvezda San Pietroburgo |
| Chimik Dzeržinsk       | 0 – 0 (1-3 dtr)   | Volna Nizhegorodskaya  |
| Kvant Obninsk          | 0 – 3             | Kajrat Mosca           |
| Sachalin               | 0 – 2             | Dynamo Vladivostok     |
| Smolensk               | 0 – 0 (3-2 dtr)   | Luč-Ėnergija           |
| Znamja Noginsk         | 3 – 0             | Kolomna                |
| Znamja Truda           | 1 – 1 (3-4 dtr)   | Peresvet Podolsk       |
| Krasava                | 3 – 0             | Metallurg Vidnoye      |
| Torpedo Vladimir       | 2 – 0             | Murom                  |

### Zona Urali-Volga-Est
| Squadra 1        | Risultato       | Squadra 2     |
| ---------------- | --------------- | ------------- |
| 14 luglio 2021   |                 |               |
| Dinamo Barnaul   | 1 – 1 (4-2 dtr) | Sibir'        |
| Lada-Togliatti   | 0 – 4           | Tuymazy       |
| Nosta Novotroick | 1 – 3           | Torpedo Miass |
| Amkar Perm'      | 2 – 2 (2-3 dtr) | Tjumen'       |
| Mordovija        | 1 – 0           | Zenit Penza   |

### Zona Sud
| Squadra 1            | Risultato       | Squadra 2         |
| -------------------- | --------------- | ----------------- |
| 14 luglio 2021       |                 |                   |
| Avangard Kursk       | 6 – 0           | Saljut Belgorod   |
| 18 luglio 2021       |                 |                   |
| Biolog-Novokubansk   | 3 – 3 (4-3 dtr) | Tuapse            |
| Mašuk-KMV Pjatigorsk | 4 – 0           | Essentuki         |
| Ivanovskoye          | 2 – 4           | Dinamo Stavropol' |
| Spartak-Nal'čik      | 3 – 2           | Dinamo Machačkala |
| Taganrog             | 3 – 0           | Družba Majkop     |

## Secondo turno

### Zona Ovest e Centro
| Squadra 1              | Risultato       | Squadra 2              |
| ---------------------- | --------------- | ---------------------- |
| 28 luglio 2021         |                 |                        |
| Strogino Mosca         | 0 – 3           | Krasava                |
| Zvezda San Pietroburgo | 1 – 0           | Tver'                  |
| Rodina Mosca           | 2 – 3           | Torpedo Vladimir       |
| Kajrat Mosca           | 1 – 0           | Kaluga                 |
| Dinamo Brjansk         | 1 – 1 (7-6 dtr) | Smolensk               |
| Dynamo Vladivostok     | 2 – 1           | Čertanovo              |
| Leningradec            | 4 – 0           | Dinamo San Pietroburgo |
| Volna Nizhegorodskaya  | 0 – 0 (5-4 dtr) | Šinnik                 |
| Peresvet Podolsk       | 1 – 1 (4-3 dtr) | Rjazan'                |
| Saturn                 | 0 – 2           | Znamja Noginsk         |

### Zona Urali-Volga-Est
| Squadra 1      | Risultato       | Squadra 2        |
| -------------- | --------------- | ---------------- |
| 28 luglio 2021 |                 |                  |
| Torpedo Miass  | 2 – 0           | Čeljabinsk       |
| Irtyš Omsk     | 1 – 2           | Dinamo Barnaul   |
| Ilpar          | 0 – 3           | Zenit Iževsk     |
| Tuymazy        | 1 – 1 (2-4 dtr) | Volga Ul'janovsk |
| Tjumen'        | 0 – 0 (5-4 dtr) | Zvezda Perm'     |
| Sokol Saratov  | 2 – 3           | Mordovija        |

### Zona Sud
| Squadra 1               | Risultato       | Squadra 2            |
| ----------------------- | --------------- | -------------------- |
| 28 luglio 2021          |                 |                      |
| Legion Dinamo           | 0 – 0 (4-2 dtr) | Spartak Nal'čik      |
| Anži                    | 0 – 0 (4-2 dtr) | Mašuk-KMV Pjatigorsk |
| SKA Rostov              | 0 – 0 (6-7 dtr) | Taganrog             |
| Dinamo Stavropol'       | 1 – 0           | Kuban' Cholding      |
| Černomorec Novorossijsk | w/o             | Biolog-Novokubansk   |
| Čajka Pesčanopskoe      | 2 – 0           | Avangard Kursk       |

## Terzo turno

### PPF Ligi
A questo turno partecipano le 22 squadre vincenti il secondo turno.

#### Zona Ovest e Centro
| Squadra 1              | Risultato | Squadra 2        |
| ---------------------- | --------- | ---------------- |
| 11 agosto 2021         |           |                  |
| Dynamo Vladivostok     | 0 – 1     | Kajrat Mosca     |
| Zvezda San Pietroburgo | 1 – 2     | Leningradec      |
| Peresvet Podolsk       | 0 – 2     | Znamja Noginsk   |
| Volna Nizhegorodskaya  | 0 – 2     | Torpedo Vladimir |
| Krasava                | 1 – 2     | Dinamo Brjansk   |

#### Zona Urali-Volga-Est
| Squadra 1        | Risultato       | Squadra 2     |
| ---------------- | --------------- | ------------- |
| 11 agosto 2021   |                 |               |
| Zenit Iževsk     | 2 – 1           | Torpedo Miass |
| Volga Ul'janovsk | 0 – 2           | Mordovija     |
| 12 agosto 2021   |                 |               |
| Dinamo Barnaul   | 2 – 2 (4-2 dtr) | Tjumen'       |

#### Zona Sud
| Squadra 1         | Risultato       | Squadra 2          |
| ----------------- | --------------- | ------------------ |
| 11 agosto 2021    |                 |                    |
| Taganrog          | 1 – 1 (5-6 dtr) | Čajka Pesčanopskoe |
| Dinamo Stavropol' | 3 – 1           | Biolog-Novokubansk |
| 12 agosto 2021    |                 |                    |
| Legion Dinamo     | 2 – 0           | Anži               |

### PFN Ligi
In questo turno entrano 14 squadre partecipanti alla PFN Ligi, escluse le squadre riserva. Il sorteggio è stato effettuato il 5 agosto 2020.
| Squadra 1          | Risultato       | Squadra 2           |
| ------------------ | --------------- | ------------------- |
| 4 agosto 2021      |                 |                     |
| Enisej             | 2 – 1           | Akron Togliatti     |
| Metallurg Lipeck   | 1 – 0           | Tekstilščik Ivanovo |
| KAMAZ              | 1 – 0           | Neftechimik         |
| Veles Mosca        | 0 – 0 (9-8 dtr) | Tom' Tomsk          |
| Volgar' Astrachan' | 1 – 1 (2-4 dtr) | Kuban Krasnodar     |
| Fakel Voronež      | 2 – 1           | Dolgoprudnyj        |
| Torpedo Mosca      | 0 – 0 (4-2 dtr) | SKA-Chabarovsk      |

## Fase a gironi
In questa fase entrano le 11 squadre della Prem'er-Liga che non partecipano alle coppe europee, alle quali si uniscono le 7 vincitrici del terzo turno della PFN Ligi, le 4 migliori classificate nella stagione precedente di PFN Ligi (Orenburg, Alanija Vladikavkaz, Baltika e Torpedo Mosca) e le 11 vincitrici del terzo turno della PPF. Le 33 squadre partecipanti sono divise in 11 gruppi composti ciascuno da una squadra di RPL, una di PFN e una di PPF. Le squadre si incontrano in gare di sola andata, scontrandosi così tra di loro soltanto una volta. Alle squadre vincenti nel tempo regolamentare vengono assegnati 3 punti, per un pareggio ai tempi regolamentari e una vittoria ai rigori 2 punti, per un pareggio ai tempi regolamentari e una sconfitta ai rigori 1 punto, per una sconfitta nei tempi regolamentari non viene assegnato alcun punto. La squadra prima classificata di ciascun girone si qualifica per gli ottavi di finale.

Le gare sono state disputate il 25-26 agosto 2021 (1ª giornata), il 22-23 settembre 2021 (2ª giornata) e il 26-28 ottobre 2021 (3ª giornata).

### Girone 1
| Squadra         | P.ti | G | V | P | S | RF | RS | DR |
| --------------- | ---- | - | - | - | - | -- | -- | -- |
| Kuban Krasnodar | 3    | 2 | 1 | 0 | 1 | 3  | 1  | +2 |
| Krasnodar       | 3    | 2 | 1 | 0 | 1 | 2  | 3  | -1 |
| Leningradec     | 3    | 2 | 1 | 0 | 1 | 1  | 2  | -1 |

|                 | Kra   | Kub   | Len |
| Krasnodar       |       |       |     |
| Kuban Krasnodar | 3 - 0 |       |     |
| Leningradets    | 0 - 2 | 1 - 0 |     |

### Girone 2
| Squadra          | P.ti | G | V | P | S | RF | RS | DR |
| ---------------- | ---- | - | - | - | - | -- | -- | -- |
| KAMAZ            | 6    | 2 | 2 | 0 | 0 | 2  | 0  | +2 |
| Ural             | 3    | 2 | 1 | 0 | 1 | 2  | 1  | +1 |
| Torpedo Vladimir | 0    | 2 | 0 | 0 | 2 | 0  | 3  | -3 |

|                  | KAM   | Tor | Ura   |
| KAMAZ            |       |     | 1 - 0 |
| Torpedo Vladimir | 0 - 1 |     | 0 - 2 |
| Ural             |       |     |       |

### Girone 3
| Squadra        | P.ti | G | V | P | S | RF | RS | DR |
| -------------- | ---- | - | - | - | - | -- | -- | -- |
| Arsenal Tula   | 5    | 2 | 1 | 1 | 0 | 7  | 2  | +5 |
| Veles Mosca    | 4    | 2 | 1 | 1 | 0 | 4  | 1  | +3 |
| Dinamo Brjansk | 0    | 2 | 0 | 0 | 2 | 1  | 9  | -8 |

|                | ArT             | DiB | Vel   |
| Arsenal Tula   |                 |     |       |
| Dinamo Bryansk | 1 - 6           |     | 0 - 3 |
| Veles Mosca    | 1 - 1 (3-4 dtr) |     |       |

### Girone 4
| Squadra         | P.ti | G | V | P | S | RF | RS | DR |
| --------------- | ---- | - | - | - | - | -- | -- | -- |
| Nižnij Novgorod | 6    | 2 | 2 | 0 | 0 | 2  | 0  | +2 |
| Fakel Voronež   | 3    | 2 | 1 | 0 | 1 | 2  | 1  | +1 |
| Dinamo Barnaul  | 0    | 2 | 0 | 0 | 2 | 0  | 3  | -3 |

|                 | DiB | Fak   | NNo   |
| Dinamo Barnaul  |     | 0 - 2 | 0 - 1 |
| Fakel Voronež   |     |       | 0 - 1 |
| Nižnij Novgorod |     |       |       |

### Girone 5
| Squadra            | P.ti | G | V | P | S | RF | RS | DR |
| ------------------ | ---- | - | - | - | - | -- | -- | -- |
| Čajka Pesčanopskoe | 6    | 2 | 2 | 0 | 0 | 2  | 0  | +2 |
| Torpedo Mosca      | 3    | 2 | 1 | 0 | 1 | 2  | 1  | +1 |
| Rostov             | 0    | 2 | 0 | 0 | 2 | 0  | 3  | -3 |

|                    | Čaj | Ros   | Tor   |
| Čajka Pesčanopskoe |     | 1 - 0 | 1 - 0 |
| Rostov             |     |       |       |
| Torpedo Mosca      |     | 2 - 0 |       |

### Girone 6
| Squadra             | P.ti | G | V | P | S | RF | RS | DR |
| ------------------- | ---- | - | - | - | - | -- | -- | -- |
| Alanija Vladikavkaz | 6    | 2 | 2 | 0 | 0 | 5  | 2  | +3 |
| Ufa                 | 2    | 2 | 0 | 1 | 1 | 1  | 3  | -2 |
| Legion Dinamo       | 1    | 2 | 0 | 1 | 1 | 3  | 4  | -1 |

|                     | Ala   | Leg | Ufa             |
| Alanija Vladikavkaz |       |     | 2 - 0           |
| Legion Dinamo       | 2 - 3 |     | 1 - 1 (0-2 dtr) |
| Ufa                 |       |     |                 |

### Girone 7
| Squadra        | P.ti | G | V | P | S | RF | RS | DR |
| -------------- | ---- | - | - | - | - | -- | -- | -- |
| Rotor          | 5    | 2 | 1 | 1 | 0 | 4  | 1  | +3 |
| Achmat Groznyj | 4    | 2 | 1 | 1 | 0 | 4  | 1  | +3 |
| Kajrat Mosca   | 0    | 2 | 0 | 0 | 2 | 0  | 6  | -6 |

|                | Ach             | Kai | Rot   |
| Achmat Groznyj |                 |     |       |
| Kairat Mosca   | 0 - 3           |     | 0 - 3 |
| Rotor          | 1 - 1 (4-2 dtr) |     |       |

### Girone 8
| Squadra   | P.ti | G | V | P | S | RF | RS | DR |
| --------- | ---- | - | - | - | - | -- | -- | -- |
| Baltika   | 4    | 2 | 1 | 1 | 0 | 2  | 1  | +1 |
| Chimki    | 3    | 2 | 0 | 2 | 0 | 1  | 1  | 0  |
| Mordovija | 2    | 2 | 0 | 1 | 1 | 2  | 3  | -1 |

|           | Bal   | Chi             | Mor |
| Baltika   |       | 0 - 0 (4-5 dtr) |     |
| Chimki    |       |                 |     |
| Mordovija | 1 - 2 | 1 - 1 (7-6 dtr) |     |

### Girone 9
| Squadra                | P.ti | G | V | P | S | RF | RS | DR  |
| ---------------------- | ---- | - | - | - | - | -- | -- | --- |
| Enisej                 | 6    | 2 | 2 | 0 | 0 | 5  | 0  | +5  |
| Kryl'ja Sovetov Samara | 3    | 2 | 1 | 0 | 1 | 10 | 1  | +9  |
| Znamja Noginsk         | 0    | 2 | 0 | 0 | 2 | 0  | 14 | -14 |

|                        | Eni   | KSS    | Zna |
| Enisej                 |       | 1 - 0  |     |
| Kryl'ja Sovetov Samara |       |        |     |
| Znamya Noginsk         | 0 - 4 | 0 - 10 |     |

### Girone 10
| Squadra          | P.ti | G | V | P | S | RF | RS | DR |
| ---------------- | ---- | - | - | - | - | -- | -- | -- |
| CSKA Mosca       | 6    | 2 | 2 | 0 | 0 | 6  | 0  | +6 |
| Metallurg Lipeck | 3    | 2 | 1 | 0 | 1 | 2  | 3  | -1 |
| Zenit Iževsk     | 0    | 2 | 0 | 0 | 2 | 1  | 6  | -5 |

|                  | CSKA  | Met   | Zen |
| CSKA Mosca       |       |       |     |
| Metallurg Lipeck | 0 - 2 |       |     |
| Zenit Iževsk     | 0 - 4 | 1 - 2 |     |

### Girone 11
| Squadra           | P.ti | G | V | P | S | RF | RS | DR |
| ----------------- | ---- | - | - | - | - | -- | -- | -- |
| Dinamo Mosca      | 6    | 2 | 2 | 0 | 0 | 9  | 0  | +9 |
| Orenburg          | 3    | 2 | 1 | 0 | 1 | 3  | 4  | -1 |
| Dinamo Stavropol' | 0    | 2 | 0 | 0 | 2 | 1  | 9  | -8 |

|                   | DMo   | DSt | Ore   |
| Dinamo Mosca      |       |     |       |
| Dinamo Stavropol' | 0 - 6 |     | 1 - 3 |
| Orenburg          | 0 - 3 |     |       |

## Ottavi di finale
In questa fase entrano le 5 squadre della Prem'er-Liga che partecipano alle coppe europee, le quali si uniscono alle 11 vincitrici dei gironi. Il sorteggio è stato effettuato il 2 novembre 2021.
| Squadra 1             | Risultato | Squadra 2          |
| --------------------- | --------- | ------------------ |
| 1º marzo 2022         |           |                    |
| Dinamo Mosca          | 3 – 0     | Nižnij Novgorod    |
| 2 marzo 2022          |           |                    |
| Alanija Vladikavkaz   | 1 – 0     | Arsenal Tula       |
| Soči                  | 1 – 2     | CSKA Mosca         |
| Spartak Mosca         | 6 – 1     | Kuban Krasnodar    |
| 3 marzo 2022          |           |                    |
| Lokomotiv Mosca       | 0 – 4     | Enisej             |
| Rubin                 | 2 – 1     | Rotor              |
| Baltika               | 3 – 0     | Čajka Pesčanopskoe |
| Zenit San Pietroburgo | 6 – 0     | KAMAZ              |

## Quarti di finale
Il sorteggio è stato effettuato il 4 marzo 2022.
| Squadra 1           | Risultato       | Squadra 2             |
| ------------------- | --------------- | --------------------- |
| 19 aprile 2022      |                 |                       |
| Baltika             | 1 – 1 (4-5 dtr) | Dinamo Mosca          |
| 20 aprile 2022      |                 |                       |
| CSKA Mosca          | 0 – 1           | Spartak Mosca         |
| Alanija Vladikavkaz | 2 – 2 (6-5 dtr) | Zenit San Pietroburgo |
| Enisej              | 3 – 1           | Rubin                 |

## Semifinali
Il sorteggio è stato effettuato il 21 aprile 2022.
| Squadra 1      | Risultato | Squadra 2           |
| -------------- | --------- | ------------------- |
| 10 maggio 2022 |           |                     |
| Dinamo Mosca   | 3 – 0     | Alanija Vladikavkaz |
| 11 maggio 2022 |           |                     |
| Spartak Mosca  | 3 – 0     | Enisej              |

## Finale
| Arbitro: | Kirill Levnikov |

|                        |           |               |
| Sobolev 10’ Promes 72’ | Marcatori | 55’ Zacharjan |